# Guilheiro
Guilheiro ist eine Gemeinde (Freguesia) im portugiesischen Kreis Trancoso. In ihr leben 126 Einwohner (Stand 19. April 2021).